# W30 (核弾頭)
W30はアメリカ合衆国が開発した核弾頭。1950年代後半に開発されたものであり、タロス艦対空ミサイルおよび戦術核爆破資材(TADM)の弾頭として用いられた。
W30のサイズは直径22インチ、長さ48インチ、重量は438-490ポンド。タロス・ミサイル向けの弾頭は1959年から1965年にかけて300発が生産された。W30 Mod1からMod3までの3タイプがあり、Mod3の核出力は5kt。これは1979年まで運用された。
TADM用の弾頭は1961年から生産された。こちらも300発が生産され、1966年まで配備されていた。こちらの弾頭には2種類あり、W30 Mod4Y1の核出力は0.3kt、Mod4Y2は0.5ktであった。時限信管起爆も可能であった。
重水素および三重水素を用いた強化型核分裂弾頭であり、一部資料では核出力が19ktのものもあるとしている。共通核分裂装置としてW52と同じくBoaプライマリーを用いていると推測されている。